# Soodla
Soodla (est. Soodla jõgi) – rzeka w środkowej Estonii. Rzeka wypływa z okolic wsi Räsna. Uchodzi do rzeki Jägala. Ma długość 72,6 km i powierzchnię dorzecza 221,5 km².